# En annan värld (1988)
En annan värld (engelska: A World Apart) är en brittisk dramafilm från 1988 i regi av Chris Menges.

## Utmärkelser
Filmen har vunnit bland annat Grand Prix Spécial du Jury vid filmfestivalen i Cannes 1988 och Guldbaggen för bästa utländska film 1990.

## Roller (urval)
- Jodhi May – Molly Roth
- Barbara Hershey – Diana Roth
- Jeroen Krabbé – Gus Roth
- Linda Mvusi – Elsie
- Kate Fitzpatrick – June Abelson
- David Suchet – Muller
- Paul Freeman – Kruger
- Tim Roth – Harold
- Yvonne Bryceland – Bertha
- Albee Lesotho – Solomon
- Nadine Chalmers – Yvonne